# Контраваріантний вектор
Контраваріантним вектором зазвичай називають сукупність (стовпець) координат вектора в звичайному базисі (контраваріантних координат) або 1-форми в тому ж базисі, які не є, правда, для неї природним. Контраваріантний вектор в диференціальній геометрії і суміжних з нею фізичних концепціях — це вектор дотичного простору.
Це означення узгоджено з означенням контраваріантного тензора валентності 1, яким і є контраваріантний вектор (вектор дотичного простору) в якості окремого випадку тензора.
Контраваріантні координати прийнято записувати з верхнім індексом, а також — в матричній записи — у вигляді вектора-стовпця (на відміну від запису з нижнім індексом і вектора-рядка для коваріантних координат і відповідно коваріантного вектора).
Зразок контраваріантного вектора — це вектор зміщення, записаний у вигляді набору збільшень координат: {\displaystyle \ dx^{i}}.
Будь-який набір чисел, що перетворюється при будь заміні координат так само, як {\displaystyle \ dx^{i}} (новий набір через ту ж матрицю виражаються через старий), є контраваріантним вектором.
Слід зауважити, що, якщо визначений невироджених метричний тензор, то «коваріантний вектор» і «контраваріантний вектор» є просто різними представленнями одного і того ж геометричного об'єкта — звичайного вектора або 1-форми. Тобто один і той же вектор може бути записаний як коваріантний (тобто набір коваріантних координат) і контраваріантний (тобто набір контраваріантних координат). Те ж можна сказати про 1-форму. Перетворення одного подання до іншого здійснюється просто згорткою з метрикою:
{\displaystyle \ v_{i}=g_{ij}v^{j}}
{\displaystyle \ v^{i}=g^{ij}v_{j}}
(Тут і нижче мається на увазі підсумовування за повторюваному індексом, за правилом Ейнштейна).
Змістовно ж вектори і 1-форми розрізняють лише по тому, яке з предствлень для них природно. Так, для 1-форм природно розкладання за дуальним базисом, як наприклад для градієнта, так як їх природна згортка (скалярний добуток) зі звичайним вектором (наприклад, зміщенням) здійснюється без участі метрики, просто підсумовуванням перемноження компонент. Для звичайних же векторів, таких як dx i — природно розкладання за головним базисом, так як вони згортаються з іншими звичайними векторами, такими, як вектор зміщення за просторовим координатам, за участю метрики.